# Швеннінген (Баварія)
Швеннінген (нім. Schwenningen) — громада в Німеччині, знаходиться в землі Баварія. Підпорядковується адміністративному округу Швабія. Входить до складу району Діллінген. Складова частина об'єднання громад Гекстедт-ан-дер-Донау.
Площа — 25,02 км2. Населення становить 1403 ос. (станом на 31 грудня 2020).

## Галерея

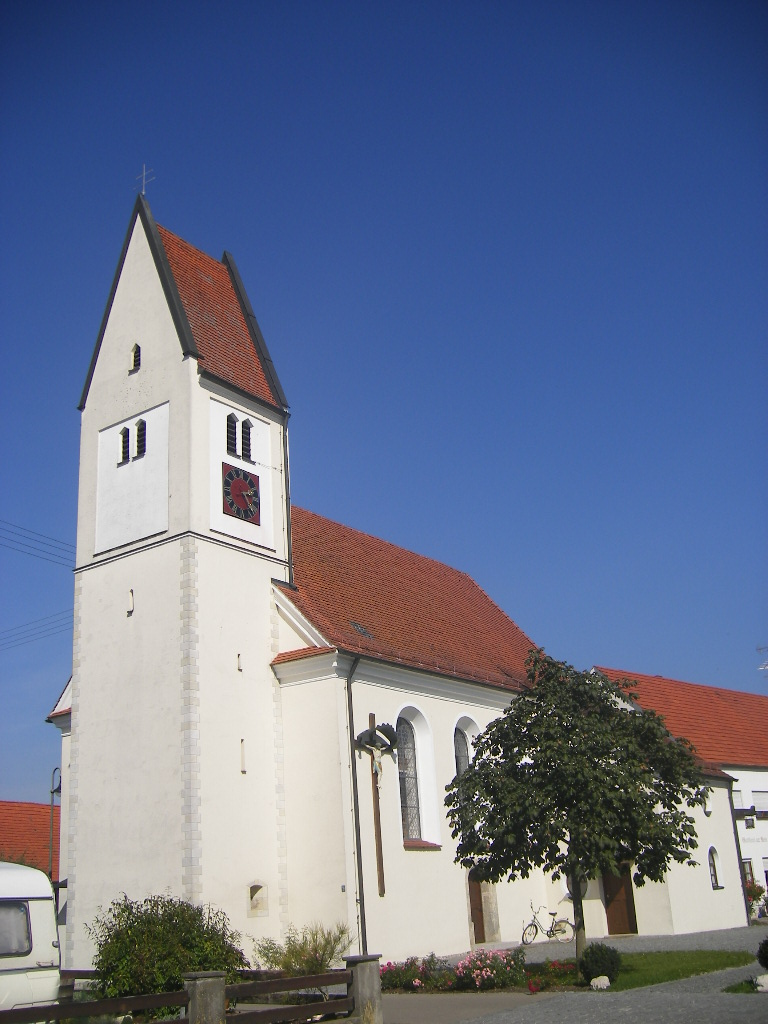